# Uszyce
Uszyce [pronunciación en polaco: /uˈʂɨt͡sɛ/] (en alemán Uschütz) es un pueblo ubicado en el distrito administrativo de Gmina Gorzów Śląski, dentro del Condado de Olesno, Voivodato de Opole, en el sur de Polonia occidental. Se encuentra aproximadamente a 11 kilómetros al noroeste de Gorzów Śląski, a 28 kilómetros al norte de Olesno, y a 58 kilómetros al noreste de la capital regional Opole.
Antes de 1945, era parte de Alemania.

## Residentes notables
- Emanuel Kania (1827-1887), compositor polaco nacido en Uszyce.
- Gertrude Guillaume-Schack (1845-1903),  activista de derechos de las mujeres alemanas.